# 南北基本合意書
南北基本合意書（なんぼくきほんごういしょ、朝鮮語: 남북 기본합의서、漢字：南北基本合意書）とは、1991年12月13日に大韓民国（韓国）と朝鮮民主主義人民共和国（北朝鮮）との間で締結され、1992年2月19日に発効した朝鮮半島の南北対話に関する合意文章である。
なお正式名称は「南北間の和解と不可侵および交流、協力に関する合意書」であるが、一般的には「南北基本合意書」と呼ばれている。

## 概要

### 背景
韓国と北朝鮮との対話は1972年の南北共同声明以降、板門店でのポプラ事件、ラングーン事件、更には大韓航空機爆破事件などの影響で中断を余儀なくされながらも続けられていた。南北の経済格差が拡大しつつあるこの間、1980年10月に北朝鮮の金日成主席（当時）は、赤化統一である高麗民主連邦共和国構想を提唱している。
1988年に民主化とともに韓国大統領に就任した盧泰愚は北朝鮮との関係改善に積極姿勢を見せ、1988年7月7日に「民族自尊と繁栄のための大統領特別宣言」（7・7宣言）を発表し、北朝鮮に対して敵対関係の清算を呼びかけた。1989年に発生した東欧革命、冷戦の終結と言った時代の流れは、盧泰愚大統領の対北朝鮮関係改善政策の後押しをした。

### 合意書締結
そのような中、1990年9月にはソウルで南北の首相が会談を行う南北首相会談が実現した。南北首相会談はその後も1990年10月は平壌、そして12月には再びソウルで行われ、続く1991年10月には平壌で実施された。
このような南北対話の積み重ねの中で、1991年12月にソウルで行われた第5回南北首相会談で南北基本合意書が締結されることとなった。
南北基本合意書では、1972年の南北共同声明にある自主、平和、民族大団結の祖国平和統一3大原則を再確認するとともに、南北の和解、南北不可侵、南北交流・協力について全25条の合意がなされた。

### その後
しかしその後1996年に江陵浸透事件が発生するなど、韓国と北朝鮮との対立は無くなることはなく、国際的にも北朝鮮核問題が大きく取り上げられるようになるなど、南北基本合意書の合意事項が十分生かせない事態が続いていた。
1998年に大韓民国大統領に就任した金大中は「太陽政策」を唱えて南北関係の改善を更に押し進め、2000年6月には南北首脳会談を行い、金正日国防委員長との間で6.15南北共同宣言を締結した。

## 南北基本合意書
韓国語版ウィキソースに本記事に関連した原文があります：남북 기본 합의서
| 南北間の和解と不可侵および交流・協力に関する合意書（全文） （1991年12月13日調印） 南と北は ○分断された祖国の平和的統一を念願する全民族の意志に従い ○7・4南北共同声明で明らかにした祖国統一3大原則を再確認し ○政治・軍事的対決状態を解消して民族的和解を成し遂げ，武力による侵略と衝突を防ぎ，緊張緩和と平和を保障し ○多角的な交流・協力を実現し民族共同の利益と繁栄を図り ○双方の間の関係が国と国との関係ではない，統一を志向する過程で暫定的に形成される特殊な関係であることを認定し ○平和統一を実現するため共同で努力することを誓いつつ， 次のように合意した。 第1章 南北和解 第1条 南と北は互いに相手方の体制を認定し尊重する。 第2条 南と北は相手方の内部問題に干渉しない。 第3条 南と北は相手方に対する誹謗中傷をしない。 第4条 南と北は相手方を破壊・転覆する行動をいっさい行なわない。 第5条 南と北は現在の停戦状態を南北間の鞏固な平和状態に転換させるために共同で努力し，このような平和状態が達成される時まで現在の停戦協定を遵守する。 第6条 南と北は国際舞台での対決と競争を中止し，互いに協力して民族の尊厳と利益のために共同で努力する。 第7条 南と北は互いの緊密な連絡と協議のために，この合意書発効後3カ月以内に板門店に南北連絡事務所を設置・運営する。 第8条 南と北はこの合意書発効後1カ月以内に本会談の枠内で南北政治分科委員会を構成して，南北和解に関する合意の履行と遵守のための具体的対策を協議する。 第2章 南北不可侵 第9条 南と北は相手方に対し武力を使用せず，相手方を武力で侵略しない。 第10条 南と北は，意見対立，紛争問題を対話と協商を通じて平和的に解決する。 第11条 南と北の不可侵境界線と区域は，1953年7月27日付けの軍事停戦に関する協定に規定された軍事境界線とこれまで双方が管轄してきた地域とする。 第12条 南と北は不可侵の履行と保障のために，この合意書発効後3カ月以内に南北軍事共同委員会を構成・運営する。南北軍事共同委員会では大規模部隊移動と軍事演習の通報および統制問題，非武装地帯の平和的利用問題，軍の人事交流および情報交換問題，大量殺戮兵器と攻撃能力の除去をはじめとした段階的軍縮の実現問題，検証問題など，軍事的信頼醸成と軍縮を実現するための問題を協議・推進する。 第13条 南と北は偶発的な武力衝突とその拡大を防止するため，双方の軍事当局者の間に直通電話を設置・運営する。 第14条 南と北はこの合意書発効後1カ月以内に本会談の枠内で南北軍事分科委員会を構成し，不可侵に関する合意の履行と遵守および軍事的対決状態を解消するための具体的対策を協議する。 第3章 交流・協力 第15条 南と北は民族経済の統一的で均衡的な発展と民族全体の福利向上を図るため，資源の共同開発，民族内部の交流としての物資交流や合作投資など，経済交流と協力を実施する。 第16条 南と北は科学，技術，教育，文化・芸術，保健，体育，環境，新聞・ラジオ・テレビジョンおよび出版物をはじめとする出版・報道など，様々な分野で交流と協力を実施する。 第17条 南と北は民族構成員の自由な往来と接触を実現する。 第18条 南と北は離ればなれになっている家族・親戚の自由な書簡の交換，往来，訪問を実施して自由意志による再結合を実現し，その他人道的に解決すべき問題に対する対策を講ずる。 第19条 南と北は途切れた鉄道と道路を連結し，航路・航空路を開設する。 第20条 南と北は郵便と電気通信交流に必要な施設を設置・連結し，郵便・電気通信交流の秘密を保障する。 第21条 南と北は国際舞台で経済や文化など様々な分野で互いに協力し，共同で対外進出する。 第22条 南と北は経済や文化など各分野の交流と協力を実現するための合意の履行のため，この合意書発効後3カ月以内に南北経済交流・協力共同委員会をはじめとする部門別共同委員会を構成・運営する。 第23条 南と北はこの合意書発効後1カ月以内に本会談の枠内で南北交流・協力分科委員会を構成し，南北交流・協力に関する合意の履行と遵守のため具体的対策を協議する。 第4章 修正および発効 第24条 この合意書は双方の合意によって修正・補充することができる。 第25条 この合意書は南と北がそれぞれ発効に必要な手続きを経てその文書を互いに交換した日から効力をもつ。 1991年12月13日 南北高位級会談 北南高位級会談 南側代表団首席代表 北側代表団団長 大韓民国国務総理 鄭元植 朝鮮民主主義人民共和国政務院総理 延亨黙 |